# Sphinx nicéa
Hyles nicaea
Espèce
Le Sphinx nicéa (Hyles nicaea) est une espèce de lépidoptères appartenant à la famille des Sphingidae, à la sous-famille des Macroglossinae, tribu des Macroglossini, sous-tribu des Choerocampina.

## Répartition et habitat
Répartition
Afrique du Nord, sud de la France jusqu’à l’Asie mineure et la région de la mer Caspienne. A ce jour, toutes les citations d'Espagne se sont révélées erronées. Il ne s'agissait que d'exemplaires un peu plus grands que la moyenne de l'espèce voisine Hyles euphorbiae.
Habitat
Les lieux secs.

## Description

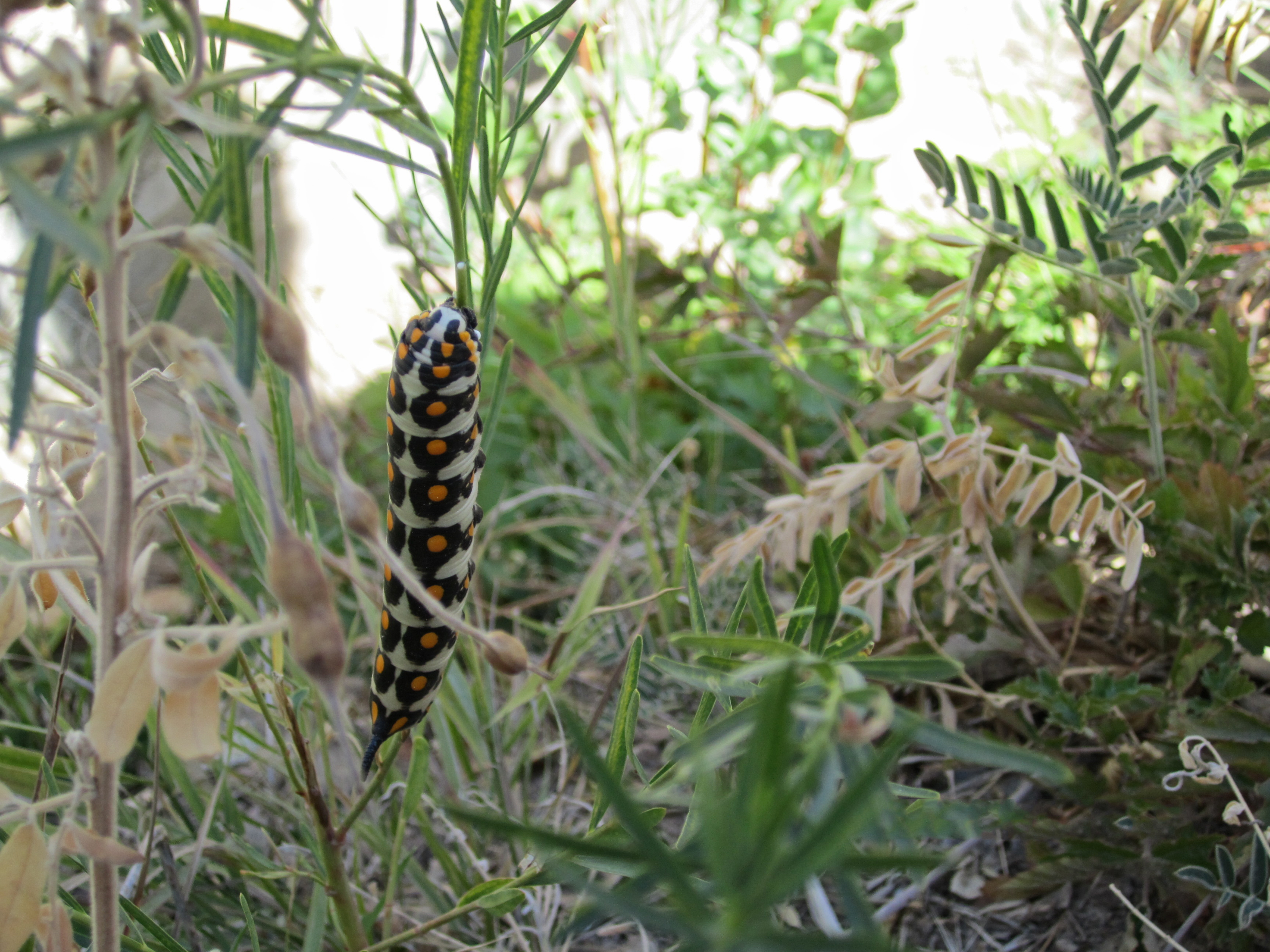
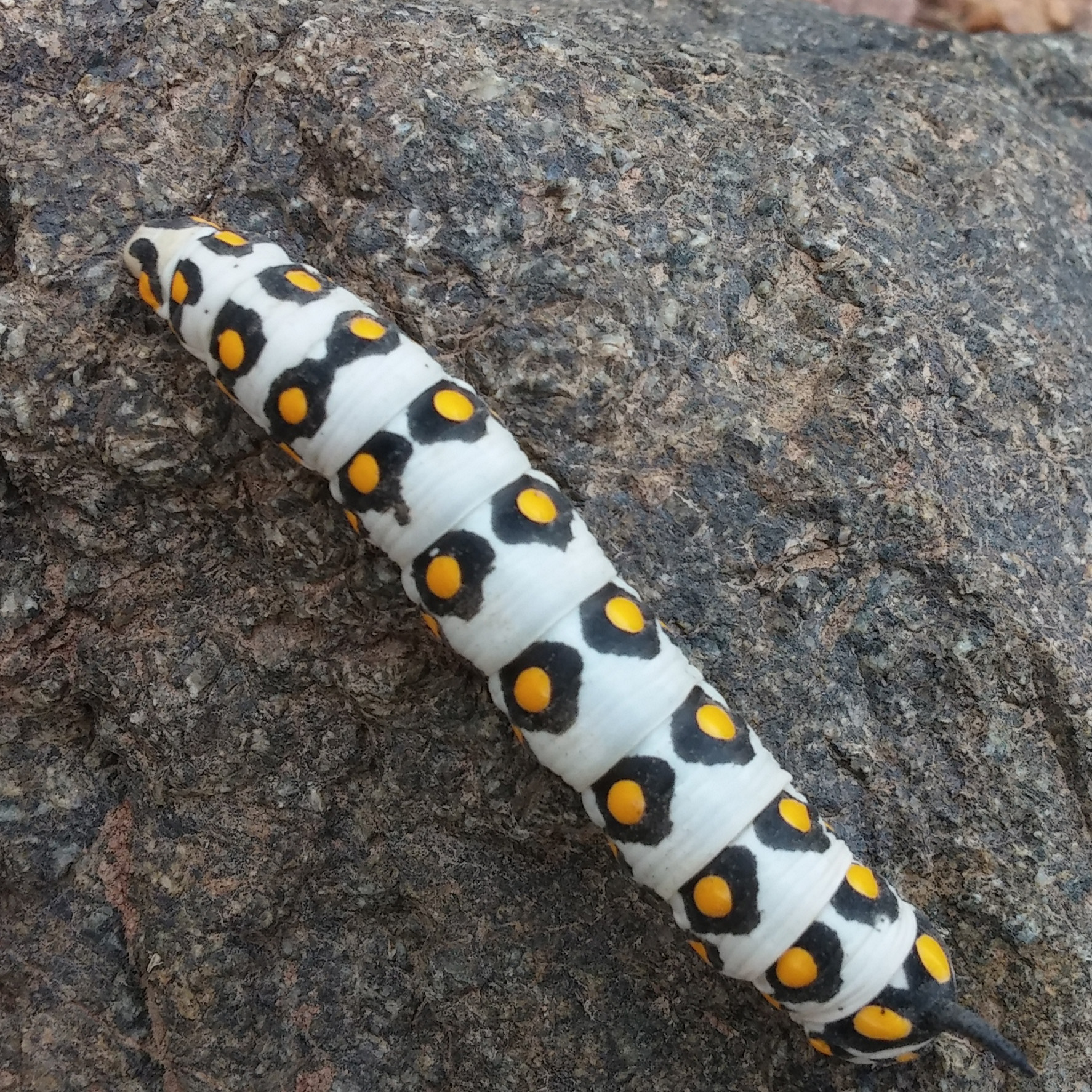

Imago
- Envergure : environ 80 mm (mâle) ou 100 mm (femelle).

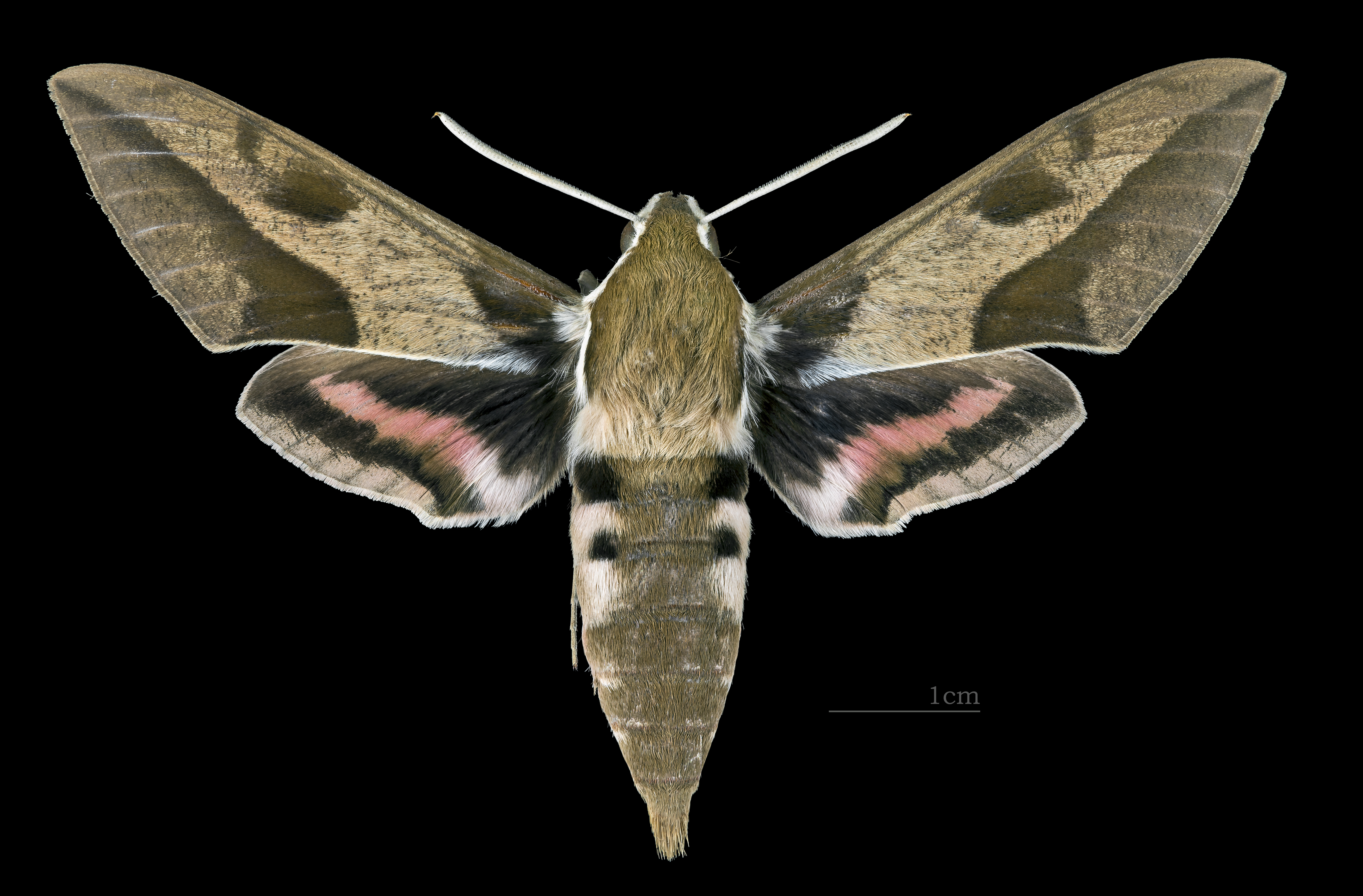
Face dorsale du mâle (coll. MHNT).
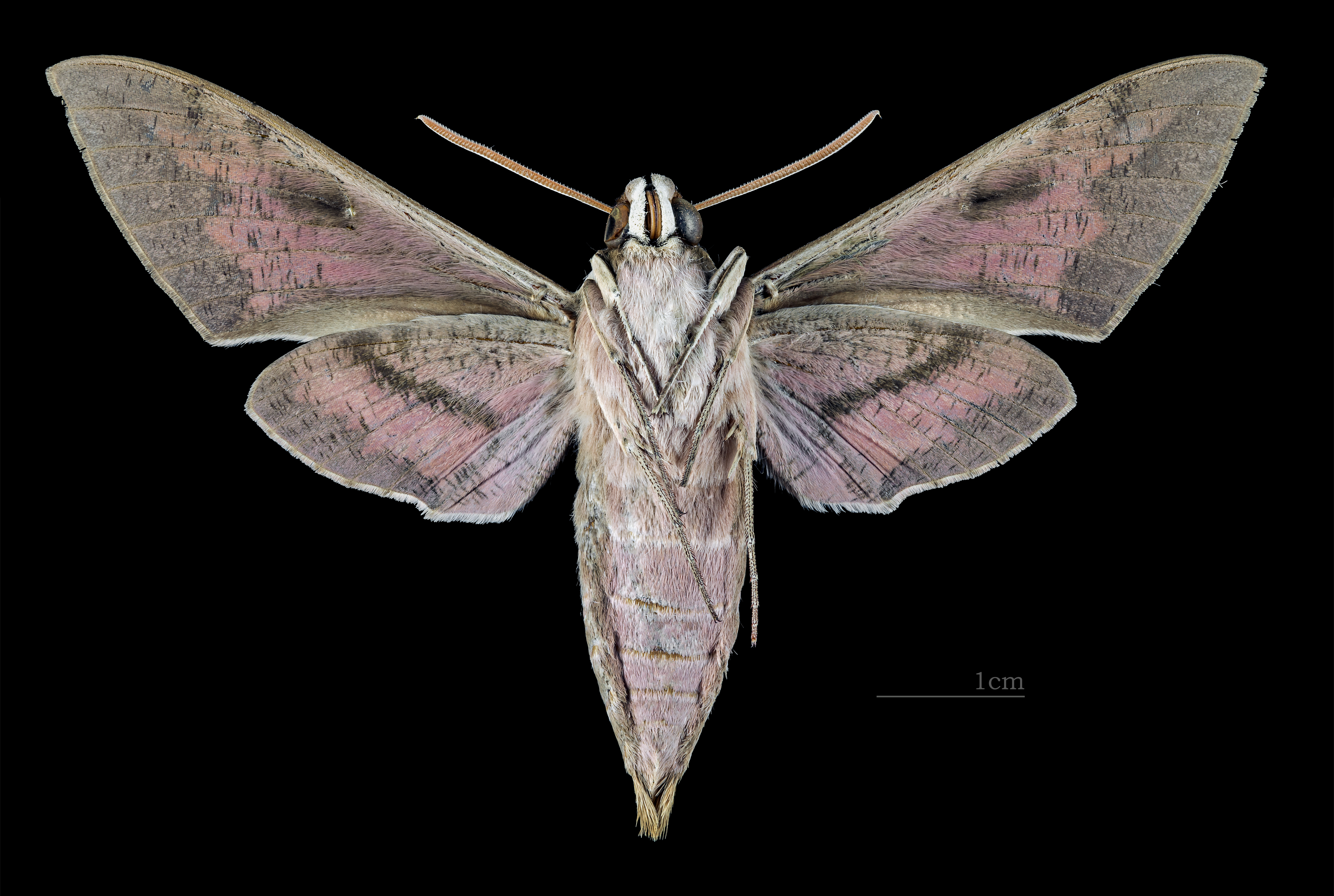
Face ventrale du mâle (coll. MHNT).

Chenille

## Biologie
Les adultes volent en juin en une génération. Il y a parfois une deuxième génération partielle en août. La sous-espèce castissima est en activité de mai à juin et de juillet à août en deux générations. La sous-espèce orientalis est active de juin à juillet en une génération. La sous-espèces sheljuzkoi est active en mai et juillet / août dans deux à trois générations.
Les chenilles se nourrissent des espèces du genre Euphorbia, y compris Euphorbia nicaeensis. Des sous-espèces orientalis se nourrissent sur Euphorbia petrophila, et sur Euphorbia seguieriana. La sous-espèce sheljuzkoi a été observée sur Euphorbia oxydonta en Jordanie.

## Systématique
L'espèce a été décrite par l’entomologiste italien Leonardo De Prunner en 1798 sous le nom initial de Sphinx nicaea.
- La localité type est Nice, Alpes-Maritimes.

### Synonymie
- Sphinx nicaea de Prunner, 1798 protonyme
- Sphinx cyparissiae Hübner, [1813][2]
- Deilephila nicaea lathyrus Walker, 1856
- Deilephila nicaea castissima Austaut, 1883
- Deilephila nicaea carnea Austaut, 1889
- Deilephila nicaea crimaea A. Bang-Haas, 1906
- Deilephila nicaea orientalis Austaut, 1905
- Celerio nicaea albina Oberthür, 1916
- Celerio nicaea margine-denticulata Oberthür, 1916
- Celerio rubida Oberthür, 1916
- Celerio nicaea sheljuzkoi Dublitzky, 1928
- Celerio nicaea sheljuzkoi Dublitzky, 1928
- Celerio nicaea libanotica Gehlen, 1932

### Liste des sous-espèces
- Hyles nicaea nicaea
- Hyles nicaea lathyrus (Walker, 1856) (est de l' Afghanistan, nord-ouest de l'Inde et au Xinjiang)[3]
- Hyles nicaea castissima (Austaut, 1883) (Afrique du nord)[4]

Sous le nom initial de Deilephila nicaea var. castissima la localité type est Sebdou, Algerie.
- Hyles nicaea sheljuzkoi (Dublitzky, 1928) ( Liban et le nord d'Israël à l'ouest du Xinjiang en Chine)[5]

Sous le nom initial de Celerio nicaea var. sheljuzkoi Dublitzky, 1928. La localité type est Wernyi au Turkestan,
- Hyles nicaea orientalis (Austaut, 1905) (sud de la Crimée et ouest de la Transcaucasie )[6]

Sous le nom initial de Deilephila nicaea var. orientalis. La localité type est la Crimée.

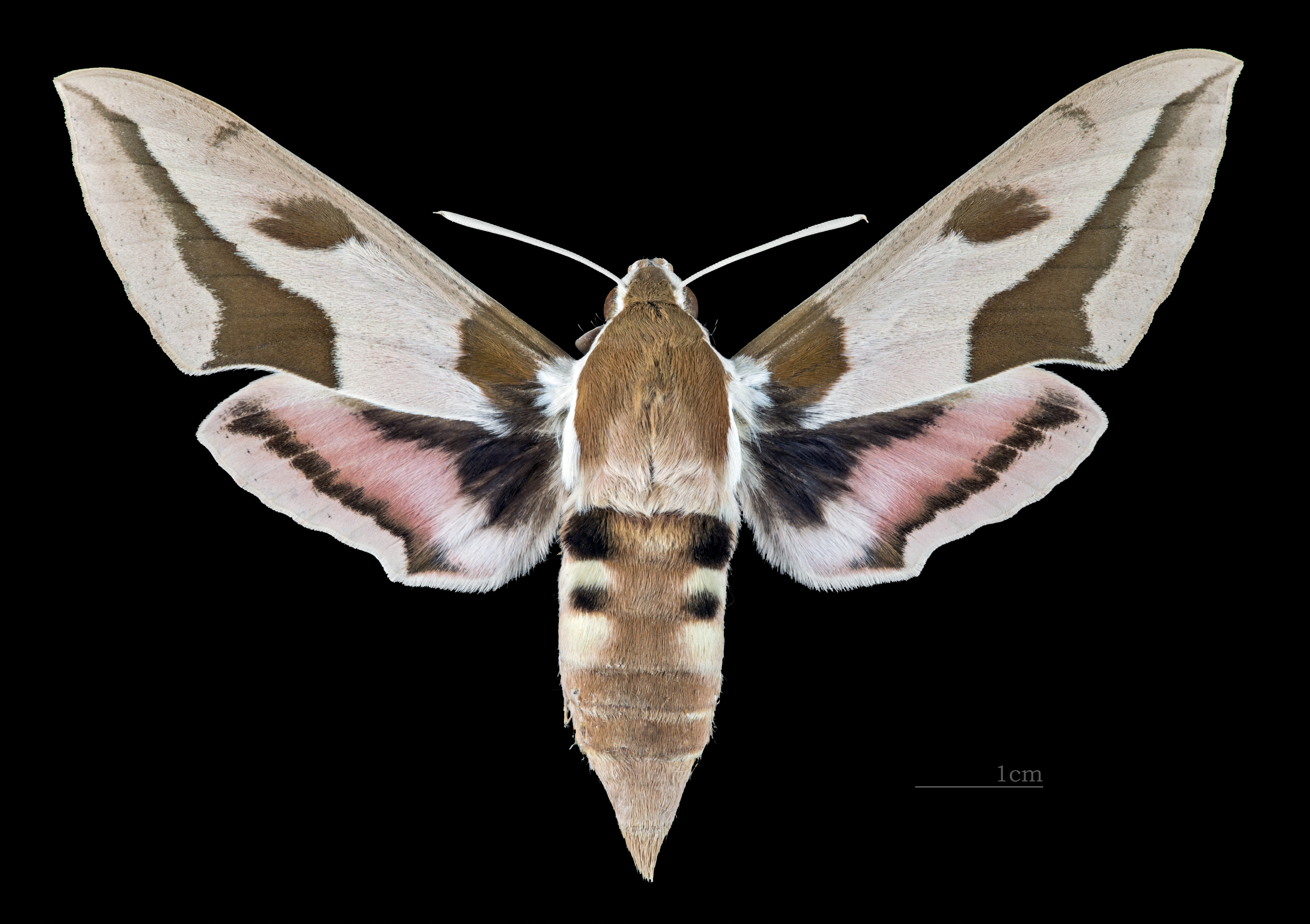
Hyles nicaea castissima face dorsale
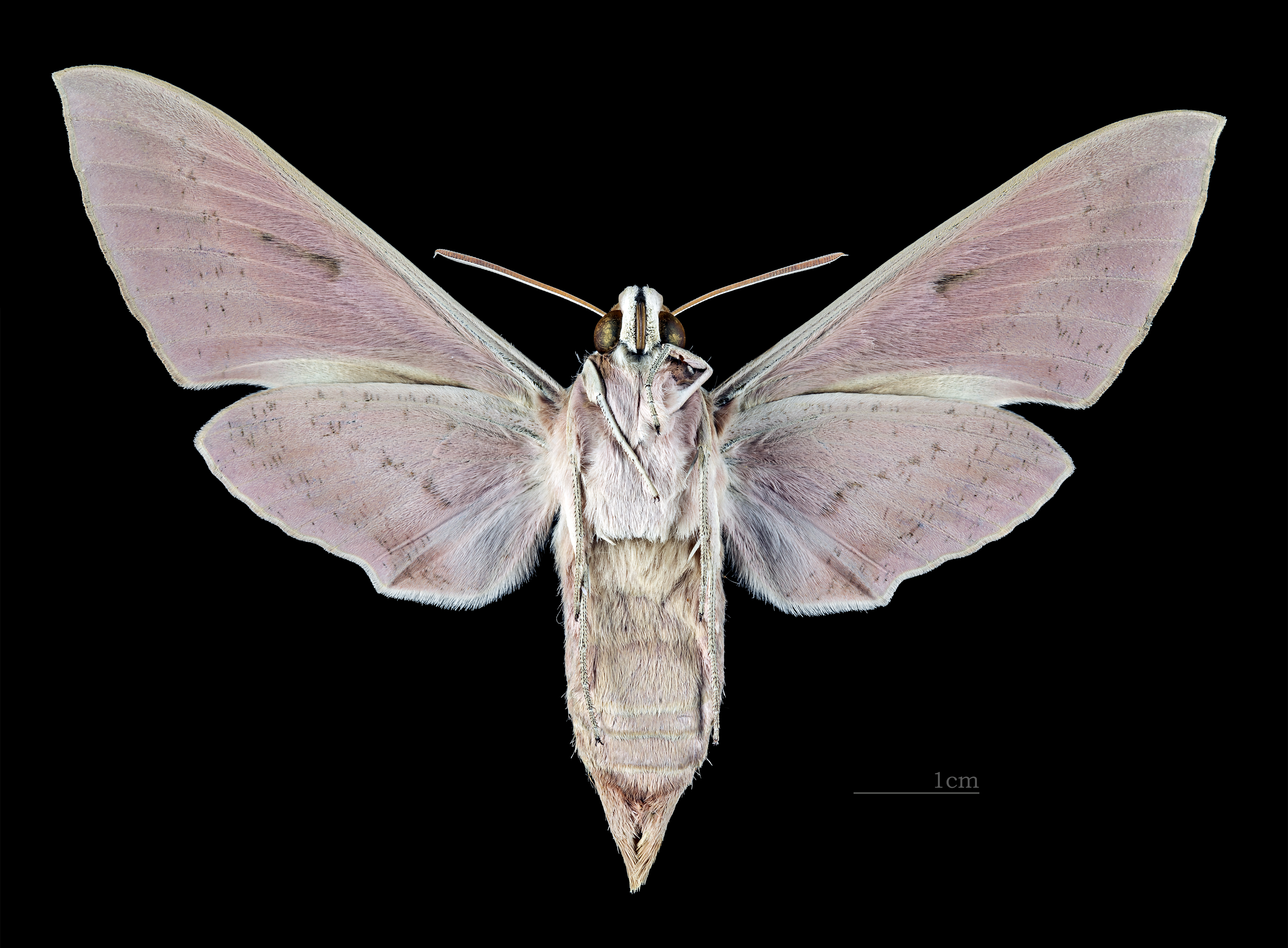
Hyles nicaea castissima face ventrale